# Aquaspirillum arcticum
Espèce
Aquaspirillum arcticum est une espèce du genre Aquaspirillum et sont des bactéries à gram négatif de forme hélicoïdale. L'appartenance de cette espèce à la famille des Chromobacteriaceae et donc du genre Aquaspirillum reste discutée.

## Taxonomie
L'espèce Aquaspirillum arcticum a été décrite en 1990 avec l'isolement dans des sédiments arctiques de la souche type de cette nouvelle espèce. Sa caractérisation biochimique et morphologique a permis de la classer dans le genre Aquaspirillum,.
Des études phylogéniques basées sur la séquence de l'ARNr 16S mettent un doute sur son assignation au genre Aquaspirillum et à la famille Chromobacteriaceae car selon ces analyses, A. arcticum pourrait devoir être reclassée dans la famille des Oxalobacteraceae.

### Étymologie
L'étymologie du nom de genre Aquaspirillum est basée sur le mot aqua et se résume ainsi : A.qua.spi.ril.lum. L. fem. n. aqua, eau; Gr. fem. n. speîra, une spiralle; N.L. neut. dim. n. spirillum, une petite spiralle; N.L. neut. dim. n. Aquaspirillum, Une petite spiralle aquatique. L'étymologie de l'épithète caractéristique de cette espèce est arc’ti.cum. L. neut. adj. arcticum, de l'Arctique où l'espèce a été isolée en premier.